# Monta Bell

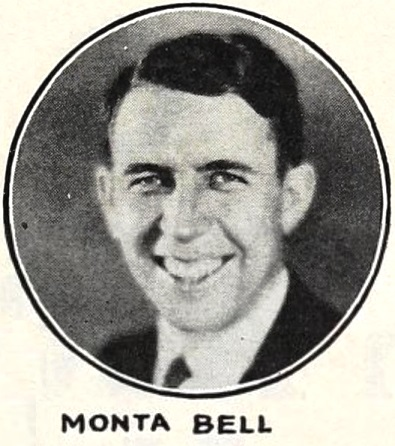
Monta Bell (1925)

Louis Monta Bell (* 5. Februar 1891 in Washington, D. C.; † 4. Februar 1958 in Hollywood) war ein US-amerikanischer Filmproduzent, Regisseur und Drehbuchautor.

## Leben
Monta Bell arbeitete als Journalist, u. a. beim Washington Herald, bevor er nach dem Ersten Weltkrieg nach Hollywood ging. Dort lernte er Charlie Chaplin kennen, der ihm Auftritte in zwei seiner Film ermöglichte, 1917 als Statist in Der Abenteurer und 1923 als Polizist in Der Pilger. Danach inszenierte er beispielsweise Joan Crawfords Debütfilm Dirnenliebe und Greta Garbos ersten Hollywoodfilm Fluten der Leidenschaft. Bei Chaplins Film Die Nächte einer schönen Frau arbeitete er als dessen dramaturgischer Assistent und Filmeditor. Er inszenierte Komödien und Melodramen, wobei seine besten Arbeiten ihm Vergleiche mit Chaplin und Ernst Lubitsch einbrachten. Heute gilt allerdings Monta Bells Werk als weitgehend vergessen. Nach 1930 verlegte er sich beinahe ausschließlich auf die Filmproduktion, zu seinen letzten Arbeiten als Regisseur gehörte Der schöne Karl (1932) mit John Gilbert. Mitte der 1940er-Jahre erfolgten seine letzten Arbeiten im Filmgeschäft.
Bell war von 1931 bis zur Scheidung 1937 mit der Schauspielerin Betty Lawford verheiratet. Er starb im April 1958, einen Tag vor seinem 67. Geburtstag, im Motion Picture & Television Country House and Hospital.

## Filmografie (Auswahl)

### Produzent
- 1925: Die Revue schöner Frauen (Pretty Ladies)
- 1926: Fluten der Leidenschaft (Torrent)
- 1929: Applaus (Applause)
- 1929: The Cocoanuts
- 1929: The Letter
- 1930: The Big Pond
- 1930: Laughter
- 1932: Der schöne Karl (Downstairs)
- 1934: Dr. Fergusons schwierigster Fall (Men in White)
- 1935: Helden von heute (West Point of the Air)
- 1941: Aloma, die Tochter der Südsee (Aloma of the South Seas)
- 1941: Birth of the Blues
- 1942: Mabok, der Schrecken des Dschungels (Beyond the Blue Horizon)

### Regisseur
- 1924: How to Educate a Wife
- 1924: Ralphs nächtliche Abenteuer (Broadway After Dark)
- 1924: Der Mann ohne Charakter (The Snob)
- 1925: Lady of the Night
- 1925: Die Revue schöner Frauen (Pretty Ladies)
- 1925: Lights of Old Broadway
- 1925: Durchlaucht macht eine Anleihe (The King on Main Street)
- 1926: Fluten der Leidenschaft (Torrent)
- 1926: The Boy Friend
- 1926: Die große Nummer (Upstage)
- 1927: Die Sünde lockt … (After Midnight)
- 1927: Mann-Weib-Sünde (Man, Woman and Sin)
- 1929: The Bellamy Trial
- 1930: Young Man of Manhattan
- 1930: East Is West
- 1931: Up for Murder
- 1931: Personal Maid
- 1932: Der schöne Karl (Downstairs)
- 1933: The Worst Woman in Paris?
- 1945: China’s Little Devils

### Drehbuchautor
- 1924: Der Mann ohne Charakter (The Snob)
- 1927: Der Mann, die Frau und die Sünde (Man, Woman and Sin)